# 221
221 је била проста година.

## Догађаји
.Јануар

### Мај
- 15. мај — Лиу Беи, кинески војсковођа и потомак царског клана из династије Хан, проглашава се за цара у Ченгдуу у Сечуану и успоставља државу Шу Хан.

### Јун
- 26. јун – Цар Елагабал усваја свог рођака Александра Севера за наследника и добија титулу цезара.

### Јул
- Елагабал је приморан да се разведе од Аквилије Севере и жени се својом трећом женом Анијом Фаустином. После пет месеци враћа се Северу, и тврди да је првобитни развод неважећи. Брак је симболичан, јер се чини да је Елагабал хомосексуалац или бисексуалац. Према историчару Касију Диону, он има стабилну везу са својим кочијашем, робом Хијероклом